# Mallinella vittiventris
Mallinella vittiventris är en spindelart som beskrevs av Embrik Strand 1913. Mallinella vittiventris ingår i släktet Mallinella och familjen Zodariidae. Inga underarter finns listade i Catalogue of Life.